# Onza (unidad de masa)

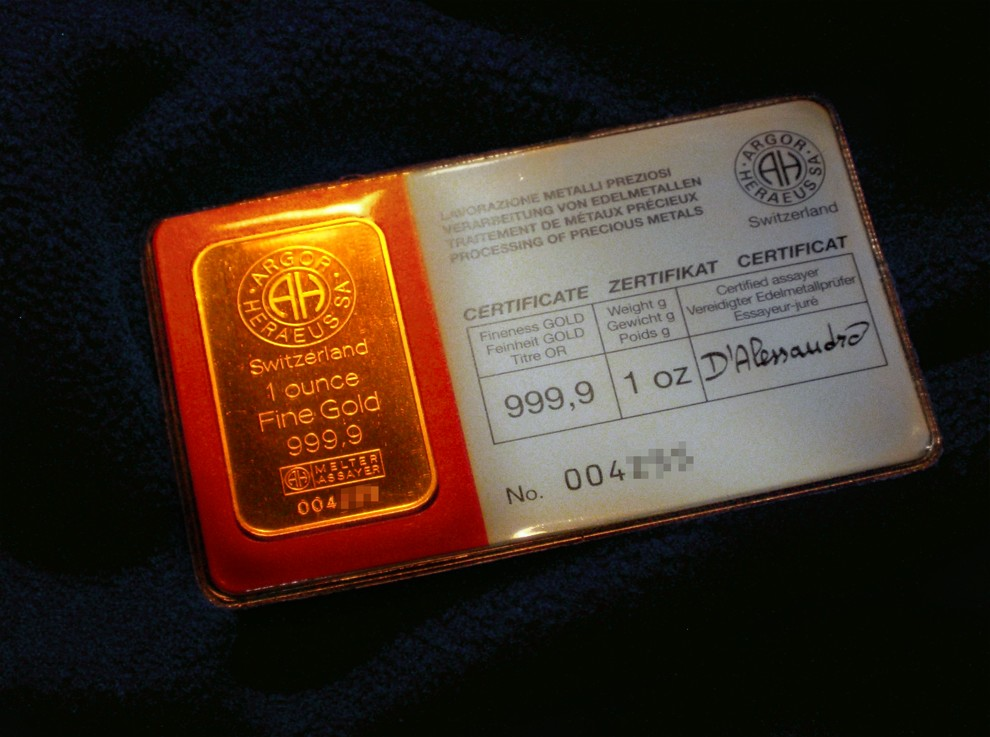
1 onza de oro. A la derecha se aprecia el certificado de validación.

La onza (oz) es una unidad de masa usada desde la Antigua Roma para pesar con mayor precisión las mercancías y otros artículos, especialmente si su peso era menor que una libra romana. La onza todavía se usa corrientemente en los países anglosajones, Puerto Rico y antiguamente su uso estaba más extendido en toda Europa.
La onza troy (usada exclusivamente en joyería y orfebrería para pesar metales preciosos - oro, plata, platino, paladio) es la doceava parte de una libra troy, y equivale a 31,1 gramos.

## Origen del término
La palabra onza proviene del latín uncia, derivada a su vez del protoindoeuropeo *oinoko- (de donde por cierto también deriva único), forma sufijada de la raíz *oino- (de donde también deriva uno). La uncia era la unidad fraccionaria empleada por los romanos, quienes se servían de fracciones duodecimales; es decir, significaba ‘una doceava parte’. En el contexto monetario, la uncia era la moneda de valor correspondiente a 1/12 de un as. Por su parte, la onza de peso era 1/12 de libra (nótese que la libra de 16 onzas es posterior a la de 12 onzas). Las palabras inglesas ounce (onza) e inch (pulgada = 1/12 de pie) derivan igualmente de uncia.

## Onzas anglosajonas en uso

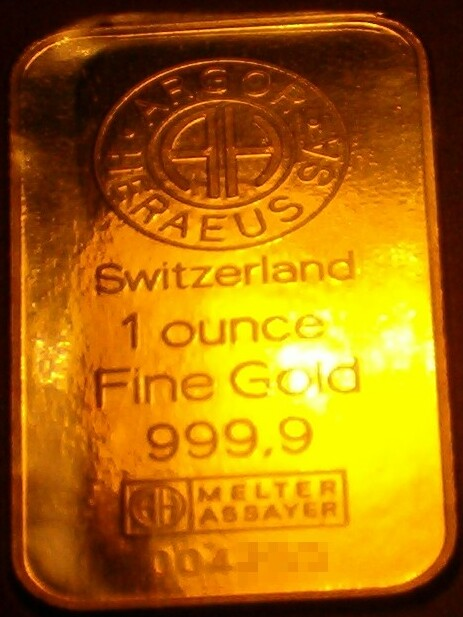
La onza troy, es una unidad tradicional utilizada para el oro.

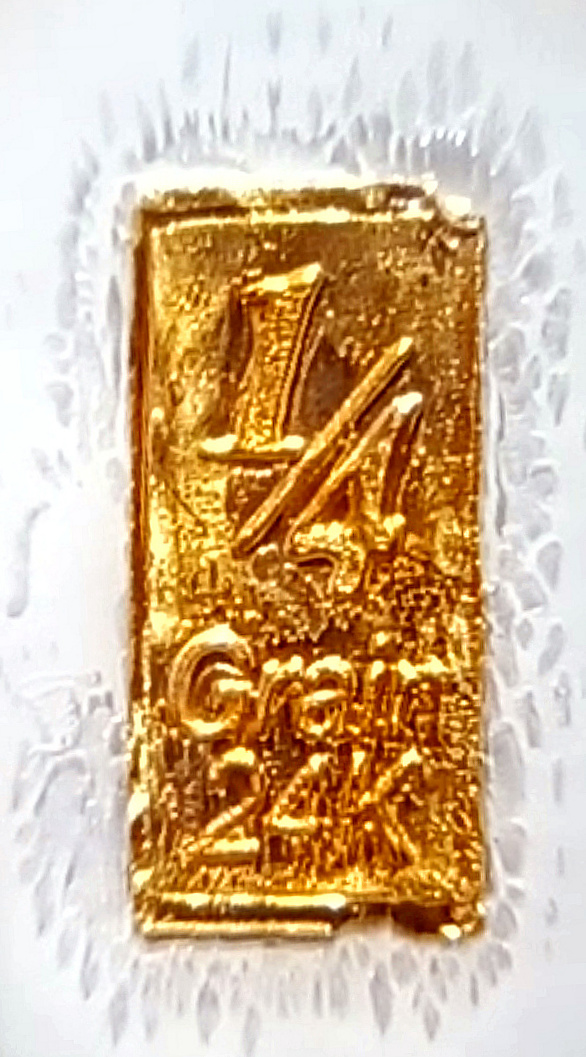
Una pequeña barra de oro puro de 1/4 de grano equivalente a aproximadamente 16 miligramos.

A la onza se le llama ounce en inglés, abreviada oz y de símbolo del sistema de medidas de los boticarios ℥ (Unicode U+2125). Actualmente solo se usan dos tipos de onza:
- La onza avoirdupois (de uso común) es la dieciseisava parte de una libra avoirdupois, y equivale a 28,349 523 125 (veintiocho coma trescientos cuarenta y nueve millones quinientos veintitrés mil ciento veinticinco) gramos,[7][8] además de:
  - 437.5 granos
  - 16 dracmas avoirdupois
  - 0.0625 libras avoirdupois

- La onza troy [9][10](usada únicamente en joyería, orfebrería y numismática para pesar metales preciosos) es la doceava parte de una libra troy, y equivale a 31,103 476 8 gramos, además de:
  - 480 granos
  - 20 pennyweights
  - 8 dracmas troy
  - 0.083 333 333 333 333 3 libras troy

Existe otra unidad anglosajona en uso, llamada onza líquida (fluid ounce, en inglés se abrevia fl. Oz), que no es de masa sino de volumen (o capacidad, como es coloquialmente referida).

## Onzas métricas
Algunos países han redefinido sus onzas en el sistema métrico. Por ejemplo, la onza de boticario alemana, de 30 gramos, es muy parecida a la onza de Núremberg, muy extendida anteriormente, pero las divisiones y múltiplos salen en sistema métrico.
En 1820, los holandeses redefinieron su onza (en neerlandés, ons) como 100 gramos.  En 1937, la IJkwet de los Países Bajos abolió oficialmente el término, pero aún se utiliza comúnmente. 
Las enmiendas neerlandesas al sistema métrico, como el ons o los 100 gramos, se han heredado, adoptado y enseñado en Indonesia desde la escuela primaria. También figura como uso estándar en el diccionario nacional de Indonesia, el Kamus Besar Bahasa Indonesia', y en el plan de estudios oficial de la escuela primaria del gobierno.

## Uso de la onza anglosajona
Se utiliza principalmente en Estados Unidos para medir alimentos envasados y porciones de comida, envíos postales, densidad de superficie de tejidos y papel, guantes de boxeo, etc., pero a veces también se utiliza en otros lugares.

## Onzas en desuso
- La onza castellana equivalía a 28.7558 gramos, y estaba dividida en 16 adarmes; en farmacia, estaba dividida en 8 dracmas; y en ambos casos, en 576 granos.[16]

La libra española equivalía a 460 g. La onza española medía 1⁄16 de libra, es decir, 28,75 g.
- La onza farmacéutica era utilizada en las farmacias y en la farmacología anglosajonas. Es la doceava parte de una libra farmacéutica y equivale a 31.1034768 gramos, además de:
  - 480 granos
  - 24 escrúpulos
  - 8 dracmas farmacéuticos
  - 0.0833333333333333 libras farmacéuticas

| Variante                                    | (gramos)     | (granos)   |
| ------------------------------------------- | ------------ | ---------- |
| International avoirdupois ounce             | 28.349523125 | 437.5      |
| International troy ounce                    | 31.1034768   | 480        |
| onza de Maria Theresa                       | 28.0668      | 433.136915 |
| Onza francesa antes de la Revolución (once) | 30.59        |            |
| Onza portuguesa (onça)                      | 28.69        |            |
| Onza romana/italiana (oncia)                | 27.4         |            |
| Onza métrica holandesa (ons)                | 100          |            |
| Onza holandesa pre-métrica (ons)            | ca. 30       |            |
| Onda métrica china (盎司)                   | 50           |            |
| Tower Ounce inglesa                         | 29.16        | 450        |

## Onza-fuerza
Una onza-fuerza es 1⁄16 de una libra-fuerza, o aproximadamente 0,2780139 newton. Se define como la fuerza ejercida por una masa de una onza avoirdupois bajo gravedad estándar (en la superficie de la tierra, su peso).
La "onza" en "onza-fuerza" equivale a una onza avoirdupois; la onza-fuerza es una medida de fuerza que utiliza onzas avoirdupois. No suele identificarse ni diferenciarse. El término tiene un uso limitado en los cálculos de ingeniería para simplificar las conversiones de unidades entre los sistemas de cálculo de masa, fuerza y aceleración.

## Otros usos

### Peso de un tejido
Las onzas también se utilizan para expresar el "peso", o más exactamente la densidad areal, de un tejido textil en Norteamérica, Asia o el Reino Unido, como en "16 oz denim". La cifra se refiere al peso en onzas de una determinada cantidad de tejido, ya sea una yarda de una determinada anchura, o una yarda cuadrada, donde la profundidad del tejido es una constante específica del tejido.
| Tipo de tejido                                              | Peso típico en onzas |
| ----------------------------------------------------------- | -------------------- |
| Organza, voile, chifón                                      | 1–3                  |
| La mayoría de los algodones, lanas, sedas, muselinas, linos | 4–7                  |
| Mezclilla o denim, pana, sarga, terciopelo                  | 7–16                 |

### Espesor de la capa de cobre de un circuito impreso
La unidad de medida más común para el grosor del cobre en una placa de circuito impreso (Printed Circuit Board,PCB) es onzas (oz), como masa. Es el espesor resultante cuando la masa de cobre se presiona en plano y se extiende uniformemente sobre un área de un pie cuadrado. 1 onza equivale aproximadamente a 34,7 µm